# Grič-alagút
A Grič-alagút Zágráb egyik földfelszín alatti építménye.
Az alagutat a második világháborúban, 1943-ban kezdték építeni, hogy óvóhelyként szolgáljon a bombázások ellen. Az építkezés 1944-ben fejeződött be. Az alagút a Grič-hegy alatt fut, fő ágából arra merőleges vájatok nyílnak. 1947-ben az építményt rendbe hozták, de az 1990-es évek elejéig nem használták, akkortól rave-partiknak adott helyet. 2016-ban megnyitották a forgalom előtt, azóta a gyalogosok használhatják 9 és 21 óra között. Adventkor az alagutat színes fényekkel világítják ki.
Az alagút 350 méter hosszú, egyik főbejárata a Mesnička utca 19., a másik a Radićeva utca 19. alatt található. Az alagútrendszernek négy másik bejárata is van, ezek a Tomićeva és az Ilica utcára nyílnak, de jelenleg (2024) zárva vannak. Az alagút 3,5 méter széles, csak a közepén szélesedik ki 5,5 méterre.